# Pasquale Romanelli
Pasquale Romanelli (Firenze, 28 marzo 1812 – Firenze, 11 febbraio 1887) è stato uno scultore italiano.

## Biografia
Padre dello scultore Raffaello Romanelli e nonno di Romano, fu capostipite della celebre famiglia d'artisti toscani dei Romanelli.
Formatosi dapprima presso Luigi Pampaloni, poi con lo scultore neoclassico pratese Lorenzo Bartolini di cui divenne aiuto e allievo prediletto. Alla morte del maestro nel 1850 subentrò nella direzione del rinomato studio per completarne i lavori rimasti incompiuti. Stabilì poi il suo laboratorio nella chiesa settecentesca sconsacrata dell'Arcangelo Raffaello al numero 70 di Borgo San Frediano a Firenze, bottega nella quale lavorava già con Lorenzo Bartolini. L'atelier rimase attivo fino al 1887 come suo, e venne poi tramandato a Raffaello e a Romano Romanelli. La bottega è rimasta di proprietà della famiglia Romanelli, e ci si può ammirare ancora oggi, gessi e capolavori della dinastia.
Delle sue opere originali, oltre ai ritratti, notevoli la statua di Francesco Ferrucci 1847, Firenze, Loggiato degli Uffizi, e il monumento funebre di Lorenzo Bartolini nella Basilica di Santa Croce. Fu anche un fervidissimo patriota, poi perseguitato e forzato a esiliarsi.
Massone, fu affiliato il 7 maggio 1877 nella loggia Concordia di Firenze, proveniente dalla già loggia fiorentina  Progresso Sociale,dove  era stato insignito del 18º grado del Rito scozzese antico ed accettato.